# Wolvercote Mill Stream
Der Wolvercote Mill Stream ist ein Nebenarm der Themse in England. Der Wolvercote Mill Stream trennt sich am King’s Lock an der Nordseite des Flusses von diesem. Der Nebenarm fließt zunächst in östlicher Richtung, ab dem Abzweig des Duke’s Cut fließt er in südlicher Richtung. Der Wolvercote Mill Stream passiert Wolvercote westlich und mündet am Godstow Lock und dem The Trout Inn wieder in die Themse.